# Mahaddin Allahverdijev
Mahaddin Allahverdijev (* 8. května 1962) je bývalý sovětský a ázerbájdžánský zápasník – klasik.

## Sportovní kariéra
Pochází z ázerbájdžánské obce Šahhusejnli v okrese Zardab. Od svých 14 let studoval na střední internátní škole v Baku. V klubu Dinamo se zároveň věnoval řecko-římskému (klasickému) stylu zápasení pod vedením Aramajise Sajadova. V sovětské mužské reprezentaci se pohyboval od roku 1983 ve váze do 48 kg. V roce 1984 neuspěl v sovětské olympijské nominaci na olympijské hry v Los Angeles na úkor Tema Kazarašviliho. V roce 1988 startoval na olympijských hrách v Soulu jako favorit na vítězství. V základní skupině však zaváhal v úvodním kole s mladým Polákem Andrzejem Głąbem a ze druhého místa postoupil do boje o třetí místo proti Bulharu Bratanovi Cenovovi. Zápas s Cenovem se mu nevydařil a prohře před časovým limitem na technickou převahu soupeře obsadil 4. místo. Po olympijských hrách v Soulu se v reprezentaci neprosazoval. Sportovní kariéru ukončil v roce 1992. Věnuje se trenérské práci.

## Výsledky
| Turnaj             | 1981 | 1982 | 1983 | 1984 | 1985 | 1986 | 1987 | 1988 |
| Turnaj             | 19   | 20   | 21   | 22   | 23   | 24   | 25   | 26   |
| Turnaj             | -48  | -48  | -48  | -48  | -48  | -48  | -48  | -48  |
| ------------------ | ---- | ---- | ---- | ---- | ---- | ---- | ---- | ---- |
| Olympijské hry     |      |      |      | —    |      |      |      | 4.   |
| Mistrovství světa  | —    | —    | —    |      | 1.   | 1.   | 1.   |      |
| Mistrovství Evropy | —    | —    | —    | 1.   | —    | —    | —    | —    |
| ME nadějí          |      | 3.   |      |      |      |      |      |      |
| MS juniorů         | 2.   |      |      |      |      |      |      |      |